# Пол Чоган
Пол Чоган (англ. Paul Chohan, 2 липня 1957) — канадський хокеїст на траві.
Учасник Олімпійських Ігор 1976, 1984, 1988 років.
Переможець Панамериканських ігор 1983, 1987 років, срібний призер 1975, 1979, 1991, 1995 років.